# 関口鍈太郎
関口 鍈太郎（せきぐち えいたろう、1896年10月30日 - 1981年7月21日）は、日本の造園家。造園研究者、林学者。名古屋市生まれ。
1925年（大正14年）、京都帝国大学農学部林学科に助教授として赴任。日本で初めて造園学を名乗る講座が誕生する。戦後も京都大学農学部林学科で造園研究室を主宰。多くの人材を育成した。
1955年以降は本務の京都大学のほか、西京大学時代の京都府立大学や農科大学時代の島根大学農学部、高知大学農学部など、他大学でも講義を行っている。

## 経歴と人物
第八高等学校を経て東京帝国大学林学科に入学。1912年4月 東京帝国大学農学部林学科卒業。1924年東京帝国大学農学部講師となる。1923年4月京都帝国大学農学部助教授。
1927年3月から1929年7月まで欧米の造園、特に都市公園・緑地の研究のため留学。
1936年3月京都帝国大学教授。1952～1976年 文化財専門審議会専門委員。ほか学内にあっては京都大学評議員、農学部附属演習林長に併任される。
1959年10月定年退職、京都大学名誉教授。
1961年～1963年日本造園学会会長。また学外ではこのほか都市計画京都地方審議会、文化財専門審議会、京都市風致審議会等の各委員を長年にわたって務めた。
日本に創設された造園学講座の担当者として造園学の広い分野にわたって活躍するが、とりわけ力を入れたのは都市の緑地計画であった。第一次世界大戦前後のドイツの公園・緑地がイギリスやアメリカ合衆国をも凌ぐほどの飛躍的発展を遂げたその実態をいち早く紹介した。分区園の紹介と啓蒙・普及とりわけ国民の体位向上と青少年の精神滋養を志向したフォルクスパルクを評価してその真相を正しく伝えている。加えて、日本の緑地政策と実相を見つめつつ、将来を展望してそのあり方に示唆を与えた功績は大きい。このようにして後進的であった日本の都市緑地の推進に寄与した。
国内の実地の造園設計にも携わったほか、釜山府公園計画、清津公園計画をも策定し、国際的にも貢献。さらに留意すべきは若い頃から持ち続けた土地利用についての見解で、これは都市周辺の農耕地や海岸、湖水、河川および道路など、国民のレクリエーションに役立つと予想される土地は公的使用に充てるべく、合理的な保護と保全策を講ずべきとの卓見で、現下広く叫ばれている主張はすでに半世紀以上も前に関口によって提唱されていたのである。
1968年 勲二等瑞宝章。1975年～1981年7月 桂離宮整備懇談会委員。

## 造園作品と業績
- 和歌山県立田辺商業高等学校
- 別府公園[1]
- 釜山府公園計画（昭和11年）
- 清津公園計画（昭和11年）
- 琵琶湖 国立公園の植物景観調査（滋賀県大津市）
- 開拓地のコミュニティー・プランニングについて：香取開拓団開拓地開発の構想（鳥取県西伯郡大山町大山地区、1950年～1953年）
- 宮島の厚生的利用者・風致保健林の利用実態調査（広島県、1957年）
- 京都府立総合資料館中庭（京都市左京区）
- 京都国立博物館本館前庭
- 京都植物園造園（京都市左京区）

## 著書
- 造園技術大成 設計・施工 養賢堂
- Krone 昭和34 京大クローネ会（京都大学農学部林学教室内）武居有恒編 砂防 造園